# Fabian Thülig
Fabian Thülig (Bonn, 21 settembre 1989) è un ex cestista tedesco.